# Dario Poggi
Dario Poggi (Milano, 13 maggio 1909 – Milano, 9 dicembre 1977) è stato un bobbista italiano.

## Biografia
Nato nel 1909, a 26 anni partecipò ai Giochi olimpici di Garmisch-Partenkirchen 1936, nella gara a due con Edgardo Vaghi, chiudendo 11º con il tempo totale nelle 4 manche di 5'51"02.
Dopo la guerra prese di nuovo parte alle Olimpiadi, quelle di Sankt Moritz 1948, ancora nella gara a due, stavolta insieme a Mario Vitali, terminando 6º in 5'38"0.
Partecipò ai suoi terzi Giochi a Oslo 1952, questa volta nella gara a quattro insieme a Dario Colombi, Alberto Della Beffa e Sandro Rasini, arrivando 10º con il tempo totale di 5'19"62.
Sia alle Olimpiadi svizzere sia a quelle norvegesi fu l'atleta più anziano della spedizione italiana, con le età rispettivamente di 38 e 42 anni.